# Jean-Jacques Marcel
Jean-Jacques Marcel (født 13. juni 1931 i Brignoles, Frankrig, død 3. oktober 2014) var en fransk fodboldspiller, der spillede som midtbanespiller. Han var på klubplan tilknyttet Sochaux, Marseille, Toulon og RC Paris, og spillede desuden 44 kampe for det franske landshold. Han var med på det franske hold til både VM i 1954, VM i 1958 og EM i 1960.